# Таблиця медалей літніх Олімпійських ігор 1896

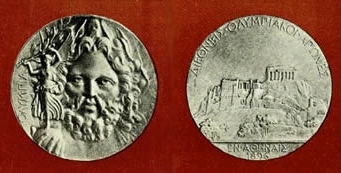
Срібні медалі літніх Олімпійських ігор 1896 року, які вручалися переможцям цих ігор

Нижче наведено медальний залік за країнами-учасницями Літніх Олімпійських ігор 1896 — перших Олімпійських ігор сучасності, які відбулися в Афінах (Греція) з 6 квітня по 15 квітня 1896 року.
Загалом в іграх взяв участь 241 спортсмен з 14 країн, 168 з них представляли хазяйку ігор — Грецію. Вони змагалися в 43 дисциплінах у 9 видах спорту. Представники 10 країн виграли медалі різного ґатунку. Золоті медалі виграли представники теж 10 країн. Ще по одному комплекту нагород здобули представники змішаної команди. Найбільшу кількість нагород — 46 вибороли спортсмени Греції. Але спортсмени США випередили господарів за кількістю виграних золотих медалей — 11 проти 10 у греків. Третіми за кількістю медалей та золотих нагород виявилися представники Німеччини.
У трьох дисциплінах спортсменам, що показували однакові результати, вручалися медалі одного достоїнства. В деяких дисциплінах третіх місць не було.
На першій Олімпіаді переможців нагороджували срібною медаллю і оливковою гілкою, а віце-чемпіонів — бронзовою медаллю і лавровою гілкою. Спортсмени, які посіли третє місце не відзначалися. МОК заднім числом призначив золоті, срібні та бронзові медалі трьом найкращим спортсменам у кожній дисципліні, щоб узгодити це з пізнішими традиціями.
| Місце  | Країна          | Золото | Срібло | Бронза | Загалом |
| ------ | --------------- | ------ | ------ | ------ | ------- |
| 1      | США             | 11     | 7      | 2      | 20      |
| 2      | Греція          | 10     | 17     | 19     | 46      |
| 3      | Німеччина       | 6      | 5      | 2      | 13      |
| 4      | Франція         | 5      | 4      | 2      | 11      |
| 5      | Велика Британія | 2      | 3      | 2      | 7       |
| 6      | Угорщина        | 2      | 1      | 3      | 6       |
| 7      | Австрія         | 2      | 1      | 2      | 5       |
| 8      | Австралія       | 2      | 0      | 0      | 2       |
| 9      | Данія           | 1      | 2      | 3      | 6       |
| 10     | Швейцарія       | 1      | 2      | 0      | 3       |
| 11     | Змішана команда | 1      | 1      | 1      | 3       |
| Всього | Всього          | 43     | 43     | 36     | 122     |